# Marsa Ben M'Hidi
Marsa Ben M'Hidi (em árabe: مرسى بن مھيدي) (anteriormente Port-Say, durante a colonização francesa) é uma cidade e comuna localizada na província de Tremecém, no noroeste da Argélia. Em 2008, sua população era de 6 212 habitantes.